# Товариство об'єднаних слов'ян
Товариство об'єднаних слов'ян (Товариство з'єднаних слов'ян, Слов'янський союз) — таємна революційна організація, заснована на початку 1823 р. у Новограді-Волинському, що ставила собі за мету знищення Російської імперії та створення федеративного союзу демократичних республік слов'янських народів.

## Історія
Товариство об'єднаних слов'ян було засноване на початку 1823 року у Новограді-Волинському, який тоді контролювався Російською імперією, офіцерами братами Петром та Андрієм Борисовими й польським революціонером Люблінським Юліаном Казимировичем.
Товариство гуртувало кількадесят членів (як вважає Милиця Нечкіна, загальна чисельність Товариство об'єднаних слов'ян досягла 51 людини), переважно офіцерів молодших рангів частин, які були розташовані на території Волинської та Київської губерній, а також місцевих нижчих урядовців.
У числі перших, прийнятих до Товариства з'єднаних слов'ян в 1823 році, були Бечаснов Володимир Олександрович і Горбачевський Іван Іванович, прапорщики 8 артилерійської бригади, і чиновник Іванов Ілля Іванович, згодом секретар Товариства об'єднаних слов'ян. Більшість членів були українцями: Петро й Андрій Борисови, Горбачевський Іван Іванович, Андрієвич Яків Максимович, Громницький Петро Федорович, Драгоманов Яків Акимович, Лісовський Микола Федорович, Сухінов Іван Іванович, Шимков Іван Федорович, Тютчев Олексій Іванович та інші.
Керівником Товариства був Петро Борисов, а ідеологами Люблінський Юліан Казимирович та Горбачевський Іван Іванович.
У вересні 1825 Товариство об'єднаних слов'ян об'єдналося з Південним товариством, зберігаючи свою програму й окрему управу.

### Повстання
Під час повстання Чернігівського полку в Трилісах на Київщині (10 — 15. 1. 1826) члени Товариства об'єднаних слов'ян були найактивнішими його учасниками. Більшість з них були заслані на каторгу до Сибіру.

## Ідеологія
Основним завданням Товариства об'єднаних слов'ян було визволення слов'ян з-під чужої влади, ліквідація монархічного устрою, примирення між словʼянськими народами і створення федеративного союзу словʼянських республік з демократичним ладом, кожна з яких мала самостійно організувати свою законодавчу й виконавчу владу. До цього союзу мали входити росіяни (до них було зараховувано також українців та білорусів), поляки, угорці (слов'яни на  Угорщині), богемці, хорвати,  дальматинці, серби і моравці. Соціальна програма Товариства об'єднаних слов'ян передбачала звільнення селян з  кріпацтва, рівність усіх громадян, зменшення класових різниць тощо. Товариство об'єднаних слов'ян вважало за потрібне підготувати до революції весь народ, а не лише військо.
Ідеологічні засади і політична програма Товариства об'єднаних слов'ян були сформульовані у присязі і катехізисі (17 правил).
Ідеї Товариства об'єднаних слов'ян мали вплив на Кирило-Мефодіївське Братство.